# Fristaten Oldenborg
Fristaten Oldenborg var en delstat i Weimarrepublikken. Den oprettedes i 1918 efter, at storhertugen af Oldenborg, Frederik August 2., havde abdiceret som følge af den tyske revolution. 

## Befolkningen
Oldenborg havde 1919 en befolkning på 517.765 indbyggere, hvoraf 421.081 i det egentlige Oldenborg, 45.424 i Lübeck og 51.260 i Birkenfeld.

## Historie
Under revolutionen abdicerede storhertug Frederik August 2. den 11. november 1918, hvorpå Bernhard Kuhnt blev præsident, til
socialisterne den 11. januar 1919 dannede regering.

### Forfatning
En ny forfatning vedtoges den 17. juni 1919, ifølge hvilken lovgivningsretten tilkom landdagen og statsministeriet i fællesskab og i tilfælde af indbyrdes uenighed folket selv gennem almindelig afstemning. Landdagen valgte ministerpræsidenten og på hans forslag tre statsministre, som ikke samtidigt måtte være landdagsmedlemmer. Ved mistillidserklæring skulle ministeriet afgå eller landdagen opløses. Landdagen valgtes for en 3 års periode ved almene, direkte, lige og hemmelig afstemning af alle 20 år eller ældre medborgere og havde højst 48 medlemmer. Med hensyn til folkelige initiativer i lovgivningsanliggender samt anordning af folkeafstemning krævedes anmodning herom fra mindst 20.000 stemmeberettigede medborgere.

### Områdereguleringer
I 1937 mistede fristaten sine eksklaver Eutin, ved Østersøkysten i det senere Slesvig-Holsten, og Birkenfeld i det senere Rheinland-Pfalz til Fristaten Preussen og fik i stedet byen Wilhelmshaven. Dette var dog kun en formalitet, efter som naziregimet de facto havde afskaffet delstaterne i 1934. Ved disse territorielle forandringer havde Oldenborg et areal på 5.375 km2 og 580.000 indbyggere ved 2. verdenskrigs udbrud i 1939.

### Nedlæggelse
I 1946, efter krigen, blev Fristaten Oldenborg omdannet til den administrative region (Verwaltungsbezirk) Oldenborg, en del af den nye delstat Niedersachsen, som i 1949 blev en del af Vesttyskland.